# Супермозг
«Супермозг» — франко-итальянская кинокомедия 1969 года режиссёра Жерара Ури.
В основе фильма лежит реальная история ограбления поезда Глазго-Лондон в 1963 году.

## Сюжет
Действие фильма происходит в 1967 году. В связи с выходом Франции из военной организации НАТО, штаб-квартира НАТО переезжает из Парижа в Брюссель. Для перевозки крупной суммы денег, принадлежащих НАТО, используется специальный вагон поезда Париж — Брюссель.
Мелкий воришка Артур (Жан-Поль Бельмондо) задумал, наконец, провернуть крупное дело — ограбить натовский поезд, перевозящий тайные фонды четырнадцати стран из Парижа в Брюссель. Для этого Артур бежит из тюрьмы за четыре дня до освобождения при помощи своего друга Анатоля (Бурвиль). Но и гениальный британский грабитель по кличке Супермозг (Дэвид Нивен), объединившись с сицилийской мафией, тоже готовит ограбление этого поезда.
Артур и Анатоль хотят повторить план Супермозга, ограбившего незадолго до этого поезд Глазго — Лондон, не зная при этом, что и тот намеревается повторить свой план, рассчитывая, что никто не ожидает от гениального преступника повторения, и меры предосторожности приняты не будут. Для начала Артур и Анатоль устанавливают слежку за полковником Мэтьюсом, который должен сопровождать поезд, не подозревая, что это и есть Супермозг.
Таким образом, грабители одновременно воплощают один и тот же план. Артур и Анатоль первыми проникают в вагон и выкидывают оттуда мешки с деньгами, которыми завладевает Супермозг со своими сообщниками, переодетыми в пожарных. По дороге их останавливают полицейские, которыми оказываются переодетые сицилийские мафиози, они забирают деньги и скрываются. Остаётся только переправить мешки с долларами в Америку. Для этого используется статуя Свободы — подарок Франции США. Набитую деньгами статую должны отправить на корабле, но тут в дело опять вмешиваются Артур и Анатоль, и многочисленная толпа, находящаяся на пристани, наблюдает за долларовым дождём.

## В ролях
- Жан-Поль Бельмондо — Артур, мелкий воришка
- Бурвиль — Анатоль, сообщник Артура
- Дэвид Нивен — полковник Кэрол Мэтьюз, он же знаменитый грабитель «Мозг»
- Илай Уоллак — итальянский гангстер Фрэнки Сканнапьеко
- Сильвия Монти — София
- Робер Дальбан — бельгийский полицейский с заложенным носом
- Марио Давид — антиквар
- Анри Жене — главный охранник
- Доминик Зарди — охранник
- Ги Делорм

## Критика
Несмотря на незатейливый авантюрно-комедийный сюжет, в целом фильм заслужил благожелательные отзывы критики. Критик Анри Шапье отмечал, что режиссёр поставил фильм-пародию на картины «бондианы», который ускользает от обыденного «реализма», но не вступает в противоречие с представлениями о действительности. Многим сценам присуща «выдумка, вкус и почти детская любовь к кинотрюкам», а сам фильм представляет собой своеобразное паломничество к первоисточникам бурлеска, дань уважения мастерам немого кинематографа и французскому фольклору. Жан Баронсели на страницах газеты «Le Monde» писал, что «зритель обнаруживает в картине хорошее настроение, изящество и тысячу невероятностей, присущих развлечению, придуманных для одного удовольствия». Также отмечалась яркая актёрская игра Бурвиля, Бельмондо и Дэвида Нивена.
Советский критик Отари Тенейшвили усматривал в финале картины определённую мораль. По его мнению, позитивная позиция авторов, несмотря на наивность вывода «преступление не оправдывает себя», выделяет фильм на фоне других детективов, эксплуатирующих жестокость и насилие.